# 增值税
增值稅（英語：Value-added tax，缩写VAT）或加值型營業稅是一種消費稅，屬累退稅，是基於商品或服務的增值而徵稅的一種間接稅。
在澳大利亞、加拿大、紐西蘭、新加坡稱其为「商品及服務稅」，新加坡華文亦稱「消費稅」。在臺灣稱作「加值型營業稅」。日本的「消費稅」即為增值稅，而在中國大陸，增值稅與消費稅有別。截至2020年11月，全球有170個國家或地區有徵收增值稅。
增值稅是由法國經濟學家Maurice Lauré於1954年所發明，目前法國政府有45%的收入來自增值稅。增值稅通常採用扣税法计税，应纳税额＝销售全值×税率–投入物×税率。增值稅徵收通常包括生產、流通或消費過程中的各個環節，是基於增值額或價差為計稅依據的中性稅種，理論上包括農業各個產業領域（種植業、林業和畜牧業）、採礦業、製造業、建築業、交通和商業服務業等，或者按原材料採購、生產製造、批發、零售與消費各個環節，雖然算法與行政上比較複雜，但收起來比較適合工業社會，避免了重複徵稅並控制售價，利於出口貿易與商業競爭。

## 增值稅和銷售稅
增值稅和銷售稅不同的地方是增值稅在每一個商業環節的增值部分來徵稅，而銷售稅則在最終銷售予消費者的環節上才徵稅。

### 例子
假設一件貨品被生產並出售。
沒有任何消費稅
- 生產商花費了$100生產了一件貨品。
- 生產商以$150把該貨品出售給零售商，並獲利$50。
- 零售商以$250把該貨品售予消費者，並獲利$100。

#### 採用增值稅率
假設某地徵收10%的商品及服務稅（一種增值稅）：
| 角色             | 商品原價（稅前價） | 商品原價之銷售稅 | 最終售價（含稅價） | 應付稅項金額 |
| ---------------- | ------------------ | ---------------- | ------------------ | ------------ |
| 原材料供應商     | $50                | $5               | $55                | $5           |
| 生產商           | $150               | $15              | $165               | $15-$5=$10   |
| 零售商           | $250               | $25              | $275               | $25-$15=$10  |
| 商品及服務稅總額 |                    |                  |                    | $25          |

在這個過程中，每個主體都參與到繳稅。
採用美國式銷售稅（假設稅率為10%）
- 生產商花費了$100購買原材料。
- 生產商把該貨品出售以$120計出給零售商，因為它並非最終消費者，所以獲利$20，不用繳稅。
- 零售商以$165（$150 + $150 × 10%）把該貨品售予消費者，同時繳交$150 × 10% = $15的稅款給政府。
- 最終的消費者需額外付出10%的消費稅給政府，而零售商則不會因消費稅而直接有損失，但他們需要負擔額外行政工作，而原材料供應商和生產商則不會受到影響，但他們需要核實他們的顧客是否是最終消費者。

## 對增值稅的批評

### 限制
在以上例子，我們假設了在徵稅前後被生產和出售的貨物的數量是相同，但在現實生活中並非如此。基於供應和需求的原則，由於消費稅或是增值稅會提高成本，這會使需求曲線或供應曲線左傾。這在功能上是相同的，因此購貨的數量和/或它的售價會被降低。供應和需求的轉變並沒有包括在上述例子中，因為這效應對不同貨品有所不同，上述例子假設了這種稅是「不會扭曲的」。
由於對「某些人」的價格上升，所交易的商品數量會減少。相對地，有些人會被損害多於政府所能夠從稅收得到的，這主要因為供應和需求的變化，而又稱作無謂損失（deadweight loss）。如果經濟體系所損失的以入大於政府所得到稅收，或政府花費多於「消耗」稅收，這就是一個無效率的稅。當扭曲出現時，它們扭曲了投資意欲，並使消費下降。
在上圖，稅收帶來的三角型的面積、原來的供應曲線和需求曲線代表無謂損失，而灰色區域則代要稅政稅收。

### 公平性
對增值稅的批評主要在於其累退性質，稅收最終會轉嫁到最後的消費者，尤其是當政府對日用品、糧食等徵稅時。相對來說，低收入人士所付出的增值稅在其收入中佔的比例比高收入人士為高，容易加深貧富懸殊。假設為了刺激經濟，政府免徵薪俸稅5%，新增消費增值稅率為5%。這時一個每年收入$80,000的低收入人士，設定不用交薪俸稅，但他每年仍需消費$70,000，便要繳交$3,500稅款；至於一個每年收入$100,000,000的高收入人士，便可節省$5,000,000，一年消費$10,000,000，同時要交$500,000消費增值稅，一年合共反而大大節省了$4,500,000。
此外，由於個人入息本身已要交稅，商業活動也要交利得稅，部分商品及服務也會有本身的稅項（如酒精、香煙、燃油、汽車等），再徵收增值稅是多重徵稅。
由於一般不會對出口的商品和服務徵稅，這容易引致虛報等騙案，如果進口關稅低於增值稅，也可能出現出口再進口的避稅方法。對於小型企業，為免增加成本，部分政府或會對之免稅，但這卻造成不公平現象。一般來說，最終政府所能收到的稅款會比預計為低，這是因為執行上會遇到困難，以及高昂的行政費。

## 中华人民共和国的增值税
中华人民共和国自1979年开始引入增值税，随后进行了三阶段改革：
- 第一个阶段即1983年增值税改革：这次改革属于增值税的过渡性阶段。此时的增值税是在产品税的基础上进行的，征税范围较窄，税率档次较多，计算方式复杂，残留产品税的痕跡，属变性增值税。
- 第二个阶段即税改革，属增值税的规范阶段。参照国际上通常的做法，结合了大陆的实际情况，扩大了征税范围，减并了税率，又规范了计算方法，开始进入国际通行的规范化行列。是中国大陆最大的税种，占税收收入的60%左右，但存在一些缺陷。

根据1993年12月颁布的《中华人民共和国增值税暂行条例》的规定，增值税的开征范围：境内销售货物或者提供加工、修理修配劳务以及进口货物的单位和个人，为增值税的纳税义务人；税率分13％、17%和免征三部分。具体实施过程中，课税对象分为一般纳税人和小规模纳税人，根据课税对象的不同分别采取不同的计税和管理办法。
- 2008年修订的《中华人民共和国增值税暂行条例》的新变化：一是允许抵扣固定资产进项税额；二是为堵塞因转型可能会带来的一些税收漏洞；三是降低小规模纳税人的征收率；四是将一些现行增值税政策体现到修订后的条例中；五将纳税申报期限从10日延长至15日；六是放宽了一般纳税人资格认定标准。

第三个阶段为全面营改增阶段，属于增值税的成型阶段。在这一阶段，所有行业所有企业均不再缴纳营业税，而是缴纳增值税。至此营业税这一税种被正式废除。同时，重新划分中央与地方在增值税方面的分配方法，在过渡期内，中央与地方各占一半份额。
- 2016年3月24日，财政部、国家税务总局向社会公布了《营业税改征增值税试点实施办法》、《营业税改征增值税试点有关事项的规定》、《营业税改征增值税试点过渡政策的规定》和《跨境应税行为适用增值税零税率和免税政策的规定》。
- 2016年4月30日，国务院发布了《全面推开营改增试点后调整中央与地方增值税收入划分过渡方案》，明确以2014年为基数核定中央返还和地方上缴基数，所有行业企业缴纳的增值税均纳入中央和地方共享范围，中央分享增值税的50%，地方按税收缴纳地分享增值税的50%，过渡期暂定2年至3年。
- 2016年5月1日起，营业税改征增值税试点全面推开。至此，增值税这一税种正式取代营业税，营业税退出历史舞台。[6]

2018年4月4日，财政部、国家税务总局发布《关于调整增值税税率的通知》，明确自2018年5月1日起，对增值税税率进行调整。其中，纳税人发生增值税应税销售行为或者进口货物，原适用17%和11%税率的，税率分别调整为16%、10%；纳税人购进农产品，原适用11%扣除率的，扣除率调整为10%；纳税人购进用于生产销售或委托加工16%税率货物的农产品，按照12%的扣除率计算进项税额；原适用17%税率且出口退税率为17%的出口货物，出口退税率调整至16%。原适用11%税率且出口退税率为11%的出口货物、跨境应税行为，出口退税率调整至10%。同时，将小规模纳税人的认定标准统一为年应税收入500万元，允许符合规定的一般纳税人在2018年12月31日之前转为小规模纳税人。2019年3月20日，财政部、国家税务总局再次宣布对增值税税率进行调整，新政自4月1日起施行，新政策将规定原先适用16%税率的行业税率降低为13%，将原先适用10%税率的行业调整为9%，而适用6%行业可以加计扣除进项税，并规定满足信用条件的纳税人可以在购进固定资产时于当期一次扣除所有进项税额。
2019年4月1日以后，中国大陆境内的增值税税率大致如下：
- 小规模纳税人，以及允许适用简易计税方式的一般纳税人，

征收率为3%，5%。
- 一般纳税人

根据具体产生项目，税率为6%，9%，13%不等。
- 纳税人

依具体货物，服务，资产，税率为0，或免征税。
适应的法律法规：中華人民共和國境内增值税的管理、征收相关的法律、法规除了税收相关一般性法律法规外，专业性的法规有：
- 《中华人民共和国增值税暂行条例实施细则》（2008年12月15日 财政部 国家税务总局第50号令）
- 《中华人民共和国增值税暂行条例》（2008年11月5日国务院第34次常务会议修订通过，根据2016年2月6日《国务院关于修改部分行政法规的决定》第一次修订　根据2017年11月19日《国务院关于废止〈中华人民共和国营业税暂行条例〉和修改〈中华人民共和国增值税暂行条例〉的决定》第二次修订）
- 《中华人民共和国增值税暂行条例》（1993年12月13日国务院令（1993）第134号，已废止）；
- 《中华人民共和国增值税暂行条例实施细则》（1993年12月25日，财法字【1993】第038号，根据中华人民共和国财政部令第65号修订）；
- 《增值税一般纳税人申请认定办法》（1994年3月15日，国税发【1994】第059号）；
- 《增值税小规模纳税人征收管理办法》（1994年4月23日，国税发【1994】第116号）；
- 《增值税一般纳税人纳税申报办法》（1999年3月2日，国税发【1999】第029号）。

## 欧盟的增值稅
所有歐盟的成員國必須徵收增值稅。然而，部分成員國有部分免稅地區，例如西班牙的加那利群島、休達、梅利利亞、芬蘭的奧蘭群島等，而葡萄牙的馬德拉則徵收一個相當低的增值稅率。在歐盟國家，增值稅率不盡相同，最低的標準稅率是15%，然而部分國家的部分商品（如家用燃料和電力）則可低至5%。至於歐盟國家最高的稅率是25%。
在歐盟的稅制中，當一個人進一項經濟活動，供應商品及服務給另外一人，而供應的價值超過免稅額，他就需要登記並向他的顧客徵稅。增值稅可以包括在雙方所同意的價格的一部分；或在雙方同意的價格以外再加上。由一間商業機構收取但由顧客付出的增值稅被稱為輸出增值稅（Output VAT），至於由另一間商業機構付出給供應商的被稱為輸入增值稅（Input VAT）。如果該商業機構把被徵收輸入增值稅的原料來生產需付輸出增值稅的商品，它便可獲得退稅。

### 標價方法的規定
- 當交易是商業對顧客時，標價必須含稅。
- 當交易是商業對商業時，標價不必含稅。

## 美国的增值稅
美國目前沒有在聯邦層面對任何商品或服務課徵增值稅。反而銷售稅為絕大多數州所採用。
美国是少数没有增值税的工业国家之一。在历史上，对增值税的关注在1990年早期达到了高峰，特别是在1992年总统竞选中被柯林顿竞选阵营所主张，但它并没有引起国会的重视。后来在各总统竞选中，对增值稅的关注式微。尽管学界对此呼声甚高，不过政府对此并无很强反映。
在美國的密歇根州徵收一種稱為單一商業稅的增值稅，這是美國唯一使用增值稅的州份。當地由1975年開徵此稅，並連同企業收入稅（Corporate Income Tax, CIT）。根據當地法例，單一商業稅會在2009年前全面廢除。

## 世界各地的增值稅率[2]

### 欧盟國家
| 國家       | 實行年份 | 稅率     | 稅率                                 |
| 國家       | 實行年份 | 標準稅率 | 扣減（即適用於部分商品的較低稅率）   |
| ---------- | -------- | -------- | ------------------------------------ |
| 奥地利     | 1973     | 20%      | 13%或10%                             |
| 比利时     | 1971     | 21%      | 12%或6%                              |
| 保加利亚   | 1994     | 20%      | 9%                                   |
|            | 1998     | 25%      | 13%或0%                              |
| 賽普勒斯   | 1992     | 19%      | 9%或5%或0%                           |
| 捷克       | 1993     | 21%      | 15%或10%                             |
| 丹麦       | 1967     | 25%      | 0%                                   |
| 爱沙尼亚   | 1991     | 20%      | 9%或0%                               |
| 芬兰       | 1994     | 24%      | 14%或10%或0%                         |
| 法國       | 1968     | 20%      | 10%、5.5%或2.1%                      |
| 德国       | 1968     | 19%      | 7%                                   |
| 希腊       | 1987     | 24%      | 13%或6% (扣減30%至13%，在島嶼6%至3%) |
| 匈牙利     | 1988     | 27%      | 18%或5%                              |
| 爱尔兰     | 1972     | 23%      | 13.5%或9%或4.8%或0%                  |
| 義大利     | 1973     | 22%      | 10%或5%或4%或0%                      |
| 拉脫維亞   | 1995     | 21%      | 12%或5%                              |
| 立陶宛     | 1994     | 21%      | 9%或5%                               |
| 盧森堡     | 1970     | 17%      | 14%或8%或3%                          |
| 馬爾他     | 1999     | 18%      | 7%或5%或0%                           |
| 荷蘭       | 1969     | 21%      | 9%                                   |
| 葡萄牙     | 1986     | 23%      | 13%或6%                              |
| 波蘭       | 1993     | 23%      | 8%或5%或0%                           |
| 羅馬尼亞   | 1993     | 19%      | 9%或5%                               |
| 斯洛伐克   | 1993     | 20%      | 10%                                  |
| 斯洛維尼亞 | 1999     | 22%      | 9.5%或5%                             |
| 西班牙     | 1986     | 21%      | 10%或4%                              |
| 瑞典       | 1969     | 25%      | 12%或6%或0%                          |

### 非歐盟國家
| 國家或地區      | 實行年份 | 稅率                            | 稅率             | 當地對本稅的稱呼                                               |
| 國家或地區      | 實行年份 | 標準稅率                        | 扣減             | 當地對本稅的稱呼                                               |
| --------------- | -------- | ------------------------------- | ---------------- | -------------------------------------------------------------- |
| 阿尔巴尼亚      | 1995     | 20%                             | 6%或0%           |                                                                |
| 阿根廷          | 1974     | 21%                             | 10.5%或5%或2.5%  | =                                                              |
| 亞美尼亞        | 1993     | 20%                             | 0%               |                                                                |
|                 | 2000     | 10%                             | 0%               | =                                                              |
|                 | 1992     | 18%                             | 0%               |                                                                |
|                 | 1991     | 15%                             | 7%或5%           |                                                                |
| 巴林            | 2018     | 5%                              | 0%               |                                                                |
| 白俄羅斯        | 1991     | 20%                             | 10%或0%          |                                                                |
| 玻利维亚        | 1986     | 13%                             | 0%               |                                                                |
|                 | 2006     | 17%                             |                  | =                                                              |
| 巴西            | 1964     | 17%或18%                        | 12%或7%或4%      |                                                                |
| 柬埔寨          | 1999     | 10%                             |                  |                                                                |
| 加拿大          | 1991     | 5%或11%或12%或13%或14.975%或15% |                  | GST = Goods and Service Tax, Taxe sur les produits et services |
| 智利            | 1975     | 19%                             |                  | =                                                              |
| 中华人民共和国2 | 1994     | 13%                             | 13%或9%或6%或1%  | 增值税                                                         |
|                 | 1983     | 18%                             | 16%或0%          |                                                                |
|                 | 1970     | 12%                             | 0%               | =                                                              |
| 埃及            | 2017     | 14%                             | 5%或0%           |                                                                |
| 薩爾瓦多        | 1992     | 13%                             | 0%               | =                                                              |
| 衣索比亞        | 2003     | 15%                             | 0%               |                                                                |
|                 | 1993     | 18%                             | 0%               |                                                                |
|                 | 1998     | 12.5%                           | 3%或0%           |                                                                |
|                 | 1996     | 18%                             | 0%               |                                                                |
| 海地            | 1982     | 12%                             |                  |                                                                |
| 冰島            | 1990     | 24%                             | 11%或0%          |                                                                |
| 印度3           | 2017     | 18%或12%                        | 5%或0%           |                                                                |
| 印度尼西亞      | 1985     | 10%                             | 0%               |                                                                |
| 以色列          | 1976     | 17%6                            | 0%               | Ma'am =                                                        |
| 日本            | 1989     | 10%                             | 8%               | （Comsumption Tax）                                            |
| 约旦            | 2001     | 16%                             | 10%或5%或4%或0%  |                                                                |
|                 | 1977     | 10%                             |                  | （）                                                           |
|                 | 1999     | 12%                             | 0%               |                                                                |
|                 | 2010     | 10%                             |                  |                                                                |
| 黎巴嫩          | 2002     | 11%                             | 0%               |                                                                |
| 马达加斯加      | 2011     | 6%                              | 0%               |                                                                |
| 北馬其頓        | 2000     | 18%                             | 5%               |                                                                |
| 马来西亚4       | 2015     | 6%                              |                  | SST = Sales and Service Tax                                    |
| 墨西哥          | 1980     | 16%                             | 0%               |                                                                |
| 蒙古国          | 1998     | 10%                             | 0%               |                                                                |
| 摩洛哥          | 1986     | 20%                             | 14%或10%或7%或0% |                                                                |
| 新西兰          | 1986     | 15%                             | 0%               | =                                                              |
| 挪威            | 1970     | 25%                             | 15%或12%或0%     | = ( )                                                          |
| 巴基斯坦        | 1990     | 17%                             | 0%               |                                                                |
| 巴拉圭          | 1993     | 10%                             | 5%或0%           | =                                                              |
| 秘魯            | 1991     | 16%                             | 0%               | =                                                              |
| 菲律賓          | 1988     | 12%5                            | 5%或0%           |                                                                |
| 俄羅斯          | 1991     | 20%                             | 10%或0%          | =                                                              |
| 沙烏地阿拉伯    | 2018     | 5%                              | 0%               |                                                                |
| 塞爾維亞        | 2005     | 20%                             | 10%              | =                                                              |
| 新加坡          | 1994     | 9%                              | 0%               | GST =                                                          |
| 南非            | 1991     | 15%                             | 0%               |                                                                |
| 斯里蘭卡        | 1998     | 8%                              | 0%               |                                                                |
| 瑞士            | 1995     | 7.7%                            | 3.7%或2.5%       |                                                                |
| 臺灣            | 1986     | 5%                              | 0%               |                                                                |
| 泰國            | 1992     | 10%                             | 7%或0%           |                                                                |
| 突尼西亞        | 1988     | 19%                             | 13%或7%或0%      |                                                                |
| 土耳其          | 1984     | 18%                             | 8%或1%           | =                                                              |
| 阿联酋          | 2018     | 5%                              |                  | VAT = Value-added tax                                          |
| 乌克兰          | 1992     | 20%                             | 7%或0%           | =                                                              |
| 英国            | 1973     | 20%                             | 5%或0%           |                                                                |
| 委內瑞拉        | 1993     | 16%                             | 8%               |                                                                |
| 越南            | 1999     | 10%                             | 5%或0%           |                                                                |
| 辛巴威          | 2004     | 14.5%                           |                  |                                                                |

Note 1:不適用於香港和澳門兩個特別行政區。
Note 2:在其中兩個邦不徵此稅。